# Сельское поселение «Чикичейское»
Се́льское поселе́ние «Чикичейское» — муниципальное образование в Сретенском районе Забайкальского края Российской Федерации.
Административный центр — село Чикичей.

## История
Статус и границы сельского поселения установлены Законом Читинской области от 19 мая 2004 года «Об установлении границ, наименований вновь образованных муниципальных образований и наделении их статусом сельского, городского поселения в Читинской области».

## Население
| 2010 | 2011 | 2012 | 2013 | 2014 | 2015 | 2016 |
| ---- | ---- | ---- | ---- | ---- | ---- | ---- |
| 504  | ↘501 | ↘491 | ↘467 | ↘465 | ↘444 | ↘428 |
| 2017 | 2018 | 2019 | 2020 | 2021 |      |      |
| ↘418 | ↘396 | ↘386 | ↘361 | ↘354 |      |      |

## Состав сельского поселения
| № | Населённый пункт | Тип населённого пункта       | Население |
| - | ---------------- | ---------------------------- | --------- |
| 1 | Адом             | село                         | ↘53       |
| 2 | Кулан            | село                         | ↘89       |
| 3 | Мыгжа            | село                         | ↘7        |
| 4 | Чикичей          | село, административный центр | ↘213      |